# Clésio
Clésio (Maputo, Mozambique, 11 de octubre de 1994) es un futbolista de Mozambique que juega en la posición de extremo con el Al-Arabi CSC de la División 1 de EAU.

## Carrera

### Club
| Periodo   | Club                                 |
| --------- | ------------------------------------ |
| 2013-2016 | SL Benfica                           |
| 2014      | → Harrisburg City Islanders (cedido) |
| 2015–2016 | SL Benfica                           |
| 2016–2018 | Panetolikos FC                       |
| 2018–2019 | Istanbulspor AS                      |
| 2019–2020 | Gabala SC                            |
| 2020–2021 | Zira FK                              |
| 2021–2023 | CS Marítimo                          |
| 2021      | → CS Marítimo B (cedido)             |
| 2023      | FC Honka                             |
| 2024      | Gabala FK                            |
| 2024–     | Al-Arabi CSC                         |

### Selección nacional
A nivel de selecciones menores jugó la Copa Sub-20 de la COSAFA en 2013. Clésio debutó con Mozambique el 15 de noviembre de 2011 ante Comoras por la clasificación de CAF para la Copa Mundial de Fútbol de 2014, donde anotó su primer gol internacional, el que fue el cuarto gol en la victoria por 4–1. También jugó en la clasificación para la Copa Africana de Naciones de 2013.
También jugó en la copa Africana de Naciones 2023 donde anotó un gol en el empate 2-2 ante Egipto.

## Logros
- Primeira Liga (1): 2015/16